# Дом купца Боброва
Дом купца Бобро́ва — одноэтажный каменный особняк с мезонином, построенный в середине XIX века на улице Ленина в городе Кузнецке, ныне Пензенской области. Памятник архитектуры регионального значения. В настоящее время в доме разместился и работает Центр детского и юношеского творчества.

## История
Каменный особняк в центре города был главным домом купеческой усадьбы семьи Бобровых. Ранее он был известен как дом городничего Королькова, построен был на деньги чиновника. В конце XIX века хозяином строения становится купец Бобров, магазин которого был оборудован через дорогу напротив. Дом является единственным в Кузнецке образцом архитектуры русского классицизма. 
После 1917 года в усадьбе, и в том числе в этом особняке, размещался уездный комитет ВКП(б). С 1919 по 1921 годы в здании размещался штаб частей особого назначения. С 1921 по 1925 годы в этом строении открылась и работала кустарно-промышленная выставка. С 1936 года в строении располагался городской дом пионеров. 
Удачное месторасположение памятника выделяет его даже с дальних подходов к центру. Это здание часто размещают в буклетах и открытках о городе Кузнецке. 

## Архитектура
Здание заложено в середине XIX века, и построено по образцовому проекту как одноэтажный кирпичный дом с мезонином. Четырехколонный портик с треугольным фронтоном выделяет центр семиоконного главного фасада строения. Рустованный первый этаж отмечен прямоугольными оконными проёмами с замковым камнем. 

## Центр детского и юношеского творчества
В настоящее время в особняке работает Центр детского и юношеского творчества. Это единственное учреждение в городе, которое реализует дополнительные образовательные программы по техническому творчеству детей и подростков.
Более 1550 детей посещают учреждение. Работают 135 учебных групп по пяти направлениям образовательной деятельности: научно-техническая, художественно-эстетическая, туристско-краеведческая, социально-педагогическая, спортивно – оздоровительная.